# August von Koch
August Wilhelm von Koch (* 18. Juli 1790 in Riesenburg; † 18. März 1861 in Quedlinburg) war ein preußischer General der Infanterie.

## Leben

### Herkunft
Seine Eltern waren der Akziseinspektor N.N. von Koch und dessen Ehefrau Henriette Christiane, geborene Matthes.

### Militärkarriere
Nach dem Besuch des Berliner Kadettenhauses wurde Koch am 19. Oktober 1806 als Gefreitenkorporal im Infanterieregiment „von Zenge“ der Preußischen Armee angestellt und nahm während des Vierten Koalitionskrieges an der Verteidigung von Kolberg teil. Am 30. Juni 1807 kam er in das 3. Neumärkische Reserve-Rataillon und nach dem Frieden von Tilsit am 7. Juni 1808 in das Leib-Infanterie-Regiment. Dort avancierte er am 20. August 1808 zum Sekondeleutnant und nahm 1812 während des Feldzuges gegen Russland an den Gefechten bei Eckau, Dahlenkirchen, Mesothen, Ruhenthal und Wollgund teil.
Während der Befreiungskriege kämpfte er in den Schlachten bei Bautzen, an der Katzbach, Leipzig, Laon, Montmirail, Chateau-Thierry, Paris, Ligny sowie dem Übergang bei Wartenburg, wo er das Eiserne Kreuz II. Klasse erwarb. Ferner befand er sich bei den Gefechten von Königswartha, Siegersdorf, Bunzlau, Freyburg (Unstrut), Chalons, Trilport, Saint Germain, Chatillon und der Blockade von Mainz. In der Zeit wurde er am 7. April 1814 zum Premierleutnant befördert.
Nach dem Krieg stieg Koch bis Februar 1816 zum Kapitän und Kompaniechef auf. Mit der Beförderung zum Major folgte am 30. März 1829 seine Versetzung in das 31. Infanterie-Regiment. Vom 30. März 1831 bis zum 29. März 1840 war er Kommandeur des I. Bataillons im 31. Landwehr-Regiments in Erfurt. Daran schloss sich als Oberstleutnant und Kommandeur des Füsilier-Bataillons eine Verwendung im 27. Infanterie-Regiment an. Am 25. März 1841 beauftragte man ihn zunächst mit der Führung des 23. Infanterie-Regiments und ernannte Koch am 12. September 1841 zum Regimentskommandeur. In dieser Stellung am 7. April 1842 zum Oberst befördert, war er ab dem 27. März 1847 Kommandeur der 2. Landwehr-Brigade und wurde am 16. April 1847 dem 23. Infanterie-Regiment aggregiert. Seit 10. Mai 1848 Generalmajor, nahm Koch als Kommandeur der 2. mobilen Brigade an der Niederschlagung der Badischen Revolution teil. In gleicher Eigenschaft wurde er am 12. Oktober 1849 zur 8. Infanterie-Brigade versetzt und zum Kommandeur der Truppen in Frankfurt am Main ernannt. Am 19. Februar 1852 wurde er Kommandeur der 11. Division und am 22. März 1852 zum Generalleutnant befördert. Anlässlich seines 50-jährigen Dienstjubiläums würdigte ihn König Friedrich Wilhelm IV. am 18. November 1856 mit dem Roten Adlerorden I. Klasse mit Eichenlaub. Unter Verleihung des Charakters als General der Infanterie nahm Koch am 23. Juli 1857 seinen Abschied und wurde am 18. August 1857 mit seiner Pension zur Disposition gestellt. Er starb am 18. März 1861 in Quedlinburg und wurde dort am 21. März 1861 auf dem St. Aegidienfriedhof beigesetzt.
Am 28. Dezember 1847 schrieb der General von Dohna in seiner Beurteilung: „Nachdem der Oberst von Koch in diesem Frühjahr aus dem VI. Armeekorps zur 2. Division versetzt war, ist er sowohl durch den Generalleutnant Graf Brandenburg als den Generalleutnant von Grabow als ein sehr achtungswerter Stabsoffizier bezeichnet worden, der sich seit einer Reihe von Jahren durch seine Umsicht, Tätigkeit und Energie auf eine sehr vorteilhafte Weise bemerkbar gemacht hat. Seine Privatverhältnisse sollen wohl geregelt sein.“

### Familie
Koch heiratete am 18. November 1816 in Cottbus Charlotte Henriette Lutze (1791–1877), die Tochter des Cottbuser Tuchhändlers Samuel Friedrich Lutze. Das Paar hatte zwei Söhne und zwei Töchter.